# Área metropolitana de Salamanca
El Área metropolitana de Salamanca (también conocida como Alfoz de Salamanca) se diferencia de la mayoría de las otras áreas metropolitanas de España en que por su extensión es un área metropolitana muy compacta. Su extensión total no llega a los 200 km² y la distancia a la capital de los municipios que la componen oscila entre los 0 km de Santa Marta de Tormes (el municipio más poblado del área después de Salamanca capital) hasta los 11 km del municipio de Terradillos (distancia entre Salamanca capital y la urbanización "El Encinar"), formando todos ellos a excepción de este último un estricto continuo urbano con la ciudad de Salamanca, encontrándose unidos a ella por el Servicio de Transporte Metropolitano y por múltiples servicios, entre ellos el más importante, la red de agua para el consumo y los colectores de aguas residuales. Forman esta área, junto con Salamanca, seis municipios que se encuentran entre los diez más poblados de la provincia. El proyecto AUDE5 es el que estableció las medidas de esta área metropolitana.

## Área metropolitana sin Salamanca capital
| Gráfica de evolución demográfica de Área metropolitana de Salamanca entre 1900 y 2017    |
|                                                                                          |
| Fuente: Instituto Nacional de Estadística de España - Elaboración gráfica por Wikipedia. |

## Área metropolitana completa
La población metropolitana se sitúa en los 211 961 habitantes a 1 de enero de 2017, a los que se podría añadir los más de 30 000 estudiantes foráneos que habitan en ella 10 meses al año, dando una cifra aproximada de casi 250 000 pobladores.

| Gráfica de evolución demográfica de Área metropolitana de Salamanca entre 1900 y 2017    |
|                                                                                          |
| Fuente: Instituto Nacional de Estadística de España - Elaboración gráfica por Wikipedia. |

El área metropolitana salmantina se encuentra en un proceso de rápido crecimiento y especialización. Todos los datos han sido obtenidos del Instituto Nacional de Estadística (INE) y reflejan las poblaciones a 1 de enero de 2017 para los citados núcleos (Alba de Tormes está pendiente de ser incluida en esta área), con lo que la población metropolitana de Salamanca alcanza los 67 525 habitantes que sumados a los 144 436 habitantes de la capital suman un total de 211 961 habitantes. El hecho de que la ciudad de Salamanca sea una gran ciudad universitaria con más de 30 000 alumnos procedentes de todas las provincias y del extranjero y una de las ciudades de turismo interior más importante de nuestro país hace que su población flotante no empadronada aumente significativamente la población total de esta área.
Para ampliar esta información se detalla la siguiente lista de poblaciones:
| Escudo | Localidad                  | Población (2020) | Distancia a la capital (km) |
| ------ | -------------------------- | ---------------- | --------------------------- |
|        | Aldealengua                | 657              | 9                           |
|        | Aldeatejada                | 2103             | 1                           |
|        | Aldearrubia                | 548              | 14                          |
|        | Arapiles                   | 659              | 8                           |
|        | Babilafuente               | 1008             | 21                          |
|        | Barbadillo                 | 414              | 22                          |
|        | Buenavista                 | 329              | 23                          |
|        | Cabrerizos                 | 4298             | 4                           |
|        | Calvarrasa de Abajo        | 1178             | 10                          |
|        | Calvarrasa de Arriba       | 602              | 10                          |
|        | Calzada de Valdunciel      | 667              | 12                          |
|        | Carbajosa de la Sagrada    | 7368             | 4                           |
|        | Carrascal de Barregas      | 1151             | 10                          |
|        | Castellanos de Moriscos    | 2782             | 8                           |
|        | Castellanos de Villiquera  | 670              | 11                          |
|        | Doñinos de Salamanca       | 2214             | 5                           |
|        | Florida de Liébana         | 278              | 14                          |
|        | Galindo y Perahuy          | 703              | 22                          |
|        | Gomecello                  | 455              | 16                          |
|        | Machacón                   | 449              | 13                          |
|        | Martinamor                 | 83               | 20                          |
|        | Miranda de Azán            | 425              | 8                           |
|        | Monterrubio de Armuña      | 1335             | 7                           |
|        | Moriscos                   | 508              | 9                           |
|        | Mozárbez                   | 476              | 12                          |
|        | Parada de Arriba           | 289              | 14                          |
|        | Pelabravo                  | 1216             | 10                          |
|        | El Pino de Tormes          | 169              | 19                          |
|        | Salamanca                  | 144 436          | 0                           |
|        | San Morales                | 330              | 14                          |
|        | San Cristóbal de la Cuesta | 1006             | 9                           |
|        | San Pedro del Valle        | 158              | 20                          |
|        | Santa Marta de Tormes      | 14 806           | 1                           |
|        | Terradillos                | 3053             | 18                          |
|        | Valdemierque               | 62               | 22                          |
|        | Valverdón                  | 285              | 15                          |
|        | La Vellés                  | 560              | 14                          |
|        | Villagonzalo de Tormes     | 212              | 20                          |
|        | Villamayor                 | 7308             | 2                           |
|        | Villares de la Reina       | 6256             | 4                           |
|        | Villaverde de Guareña      | 149              | 16                          |
|        | Villoria                   | 1367             | 23                          |
|        | Villoruela                 | 798              | 25                          |
|        | TOTAL                      | 211 961          |                             |